# Sherise Williams
Sherise Alexandra Williams (5 dicembre 1993) è una cestista statunitense.

## Carriera
Ala di 190 cm, ha giocato a Moncalieri e Ragusa nella massima serie italiana. 
Ha giocato in NCAA e con MBK Ružomberok in FIBA EuroCup Women.